# Ballwil
Ballwil is een gemeente en plaats in het Zwitserse kanton Luzern en maakte deel uit van het district Hochdorf tot op 1 januari 2008 de districten van Luzern werden afgeschaft.
Ballwil telt 2.326 inwoners.

## Geboren
- Leo Amberg (1912-1999), wielrenner